# Callochiton steinenii
Callochiton steinenii är en blötdjursart som först beskrevs av Pfeffer 1886.  Callochiton steinenii ingår i släktet Callochiton och familjen Ischnochitonidae. Inga underarter finns listade i Catalogue of Life.